# Християнська наукова фантастика
Християнська наукова фантастика — піджанр християнської літератури та наукової фантастики, в якій присутні важливі християнські теми, написані з християнської точки зору. В цьому піджанрі автори в прямій або алегоричній формі викладають існуючі християнські догмати, використовуючи фантастичний антураж. Основні впливи включають ранню наукову фантастику таких авторів, як Клайв Стейплз Льюїс («Космічна трилогія», повість «Листи Баламута»), а новіші представники — Стівен Лохед і Тім ЛаХей. 

Автори, які пишуть у цьому піджанрі, стикаються з особливими труднощами узгодження аспектів науки зі своїми християнськими переконаннями, які можуть привести до проблем в їхній роботі з більш широким співтовариством наукової фантастики. Також однією з головних проблем є проблема поєднання християнських ідей з фантастичним оточенням в самому творі.

Термін християнської фантастики зазвичай не застосовується для робіт, де всі або майже всі персонажі є християнами, або автор є християнином.

## Приклади творів християнської наукової фантастики
- «Дев'ять мільярдів імен Бога» Артура Кларка (1953) — в одному з тибетських монастирів ченці збирають всі імена Бога, вбачаючи в цьому сенс життя, і використовують для цього спеціально винайдений алфавіт. Але одного дня вони вирішують купити комп'ютер, який виконає цю роботу набагато швидше.
- «Битва» Роберта Шеклі (1954) — люди готуються до Останньої Битви з Сатаною. Але воювати проти сил зла йдуть не самі люди, а створені ними роботи і саме вони потрапляють в Рай.
- «Ви почекаєте?» Альфреда Бестера (1959) — звільнений з роботи чоловік задумав продати душу дияволу в обмін на успіх. Але в сучасному світі навіть знайти самого диявола виявляється не так просто.
- «Добрі вісті з Ватикану» Роберта Сілвеберґа (1971) — У Ватикані робота обирають Папою Римським. Релігійний світ розділяється на два табори, але незабаром ця ідея всім припадає до душі.
- «Эбола» Анатолій Шкарін (2013) — роман про біблійний апокаліпсис який був спричинений розповсюдженням вірусу «Ебола».
- «Пролом» (2013) та інші твори Вадима Чернишова — історія боротьби темних і добрих надприродних сил, що втручаються у життя звичайних людей, наявне загробне життя, душі і загадкові Творці. Автор не є апологетом християнства, проте серія творів пронизана пошуками Бога та ідеалістичною філософією.
- «Коріння всесвіту» Олексій Декань (2018) — космічна одіссея про події які гіпотетично могли трапитися після біблійного міленіуму.